# Eddie Cahill
Edmund Patrick "Eddie" Cahill (Nueva York, Nueva York; 15 de enero de 1978) es un actor estadounidense de cine, teatro y televisión. Es más conocido por haber interpretado al portero Jim Craig en la película Milagro, a Tag Jones en Friends, al detective Don Flack en CSI: New York y al fiscal de distrito Conner Wallace en la serie de ABC Conviction.

## Primeros años
Cahill nació en la ciudad de Nueva York, Nueva York. Es el segundo de tres hijos, con una hermana mayor y una hermana menor. Es de ascendencia irlandesa por parte de su padre, un corredor de bolsa, y de ascendencia italiana de su madre, una maestra de escuela primaria.
Cahill se graduó de la Byram Hills High School en Armonk, Nueva York, en 1996. Asistió al Skidmore College en Saratoga Springs, Nueva York, y al Atlantic Theater Acting School, y fue parte de la Tisch School of the Arts, de la Universidad de Nueva York.

## Carrera
Cahill se estrenó profesionalmente en la producción Off-Broadway Los altruistas, como Nicky Silver, en el año 2000. Se dio a notar, y poco después hizo varias apariciones en televisión como estrella invitada en Sex and the city, Dawson's Creek, Felicity, Charmed, Haunted y Ley y Orden: Unidad de Víctimas Especiales. Cahill también fue un invitado recurrente en la comedia Friends como Tag Jones, el asistente y novio joven de Rachel. En 2002 protagonizó el drama de corta duración de la WB Glory Days.
En 2004, Cahill tuvo la oportunidad de interpretar su héroe de la infancia, el portero Jim Craig en la película sobre hockey Milagro. Él nunca había jugado en la posición de portero antes de la película, así que la mayoría de las secuencias de juego de acción de Craig fueron filmadas con el exportero de la NHL Bill Ranford.
En 2004, CBS decidió crear una tercera serie en la franquicia CSI, CSI: NY. Cahill fue contratado para caracterizar al sarcástico detective de homicidios Don Flack.

## Vida personal
Cahill se casó con su novia de toda la vida Nikki Uberti en Los Ángeles, California, el 12 de julio de 2009. Uberti es una artista de maquillaje, ex- modelo, y exesposa del fotógrafo Terry Richardson. La pareja dio la bienvenida a un hijo en 2009.
En su hombro derecho, Cahill tiene un tatuaje del nombre de su esposa en un corazón con una flecha y una golondrina en la parte superior.
Cahill es un ávido fanático del equipo de hockey de los New York Rangers. Incluso escribió un blog para la Liga Nacional de Hockey por tres temporadas. También es un fanático del Celtic Football Club.

## Filmografía
| Cine       | Cine               | Cine                | Cine          |
| Año        | Título             | Rol                 | Notas         |
| ---------- | ------------------ | ------------------- | ------------- |
| 2004       | Miracle            | Jim Craig           |               |
| 2005       | Lords of Dogtown   | Larry Gordon        |               |
| 2008       | This Is Not a Test | Robert Forte        |               |
| 2008       | The Narrows        | Nicky Shades        |               |
| Televisión |                    |                     |               |
| Año        | Título             | Rol                 | Notas         |
| 2000       | Sex and the City   | Sean                | 1 episodio    |
| 2000       | Charmed            | Sean                | 1 episodio    |
| 2000       | Felicity           | James               | 3 episodios   |
| 2000–01    | Friends            | Tag Jones           | 7 episodios   |
| 2001       | Law & Order: SVU   | Tommy Dowd          | 1 episodio    |
| 2002       | Glory Days         | Mike Dolan          | 9 episodios   |
| 2002       | Haunted            | Nicholas Trenton    | 2 episodios   |
| 2002       | Dawson's Creek     | Max Winter          | 1 Episodio    |
| 2004–13    | CSI: NY            | Don Flack           | 197 episodios |
| 2014–15    | Under the Dome     | Sam Verdreaux       | 26 episodios  |
| 2016–17    | Conviction         | D.A. Conner Wallace | 6 episodios   |